# Gheorghe Eremia
Gheorghe Eremia (n. 12 octombrie 1871 - d. ?) a fost unul dintre ofițerii Armatei României, care a exercitat comanda unor mari unități și unități militare, pe timp de război, în perioada Primului Război Mondial și operațiilor militare postbelice. 
A îndeplinit funcția de comandant de brigadă în anul 1918.

## Cariera militară
Gheorghe Eremia a ocupat diferite poziții în cadrul unităților de infanterie ale armatei române, avansând până în anul 1910 la gradul de maior. A fost locotenent-colonel în 1914, colonel în 1917 și general de brigadă în 1918
În perioada Primului Război Mondial a îndeplinit funcția de Șef de Stat Major al Corpul IV Armată, comandant al Divizia 2 Artilerie Grea și comandant al Brigăzii 12 Artilerie:p. 244, 263, 289
În cadrul acțiunilor militare postbelice, a fost șef de stat major al comandamentului trupelor din Transilvania, în timpul „Bătăliei de pe Tisa”.:p. 311

## Decorații
- Ordinul „Coroana României”, în grad de ofițer (1910)